# Александер Броувер
Александер Броувер (нід. Alexander Brouwer, 3 листопада 1989) — нідерландський пляжний волейболіст, бронзовий призер Олімпійських ігор 2016 року.

## Виступи на Олімпіадах
| Олімпіада           | Дисципліна       | Місце |
| ------------------- | ---------------- | ----- |
| Ріо-де-Жанейро 2016 | пляжний волейбол | 3     |

## Зовнішні посилання
- Александер Броувер — олімпійська статистика на сайті Sports-Reference.com (англ.) (архівна версія)
- Alexander Brouwer (англійська) . Beach Volleyball Database. Архів оригіналу за 5 лютого 2022. Процитовано 5 лютого 2022. {{cite web}}: Зовнішнє посилання в |publisher= (довідка); Недійсний |url-status=no (довідка)
- Alexander Brouwer (англійська) . FIVB. Архів оригіналу за 5 лютого 2022. Процитовано 5 лютого 2022. {{cite web}}: Зовнішнє посилання в |publisher= (довідка); Недійсний |url-status=no (довідка)
- Alexander Brouwer (англійська) . beach.volleybox.net. Архів оригіналу за 5 лютого 2022. Процитовано 5 лютого 2022. {{cite web}}: Зовнішнє посилання в |publisher= (довідка); Недійсний |url-status=no (довідка)